# دانشگاه ای‌تی کپنهاگ
دانشگاه ای‌تی کپنهاگ (به لاتین: IT University of Copenhagen) یک دانشگاه در دانمارک است که در Copenhagen Municipality واقع شده‌است.